# Lulep Njallajávrre
Lulep Njallajávrre är en sjö i Arjeplogs kommun i Lappland och ingår i Saltelvas huvudavrinningsområde. Sjön har en area på 1,1 kvadratkilometer och ligger 656,3 meter över havet.

## Delavrinningsområde
Lulep Njallajávrre ingår i det delavrinningsområde (740233-150256) som SMHI kallar för Utloppet av Lulep Njallajávrre. Medelhöjden är 859 meter över havet och ytan är 8,64 kvadratkilometer. Det finns inga avrinningsområden uppströms utan avrinningsområdet är högsta punkten. Vattendraget som avvattnar avrinningsområdet har biflödesordning 4, vilket innebär att vattnet flödar genom totalt 4 vattendrag innan det når havet efter 10 kilometer. Avrinningsområdet består mestadels av kalfjäll (79 procent). Avrinningsområdet har 1,1 kvadratkilometer vattenytor vilket ger det en sjöprocent på 12,7 procent.